# Toivo Ovaska
Toivo Ovaska, född 18 december 1899 i Ruskeala och död 3 januari 1966 i Helsingfors, var en finsk hastighetsåkare på skridskor. Han deltog i Sankt Moritz 1928. Han tävlade på 500 m och 5 000 m.